# Uraarachne vittata
Uraarachne vittata är en spindelart som först beskrevs av Lodovico di Caporiacco 1954.  Uraarachne vittata ingår i släktet Uraarachne och familjen krabbspindlar.
Artens utbredningsområde är Franska Guyana. Inga underarter finns listade i Catalogue of Life.